# Große Bartfledermaus
Die Große Bartfledermaus oder Brandtfledermaus (Myotis brandtii, auch Myotis brandti) ist eine Fledermaus-Art aus der Gattung der Mausohren, die 1845 von dem deutschen Biologen Eduard Friedrich von Eversmann erstmals beschrieben wurde. Das wissenschaftliche Artepitheton brandtii ehrt den deutschen Zoologen Johann Friedrich von Brandt (1802–1879).

## Merkmale
Die Große Bartfledermaus ist eine eher kleine Fledermausart. Ihre Kopf-Rumpf-Länge beträgt nur etwa vier bis fünf Zentimeter, die Flügelspannweite liegt zwischen 19 und 20 Zentimeter, die Unterarmlänge zwischen 32 und 39 Millimeter. Eine ausgewachsene Große Bartfledermaus wiegt zwischen 4 und 10 Gramm.
Das ziemlich lange Fell hat dunkelbraune Haaransätze, an der Oberseite ist es goldbraun. Der Bauch ist grau, manchmal mit einem gelblichen Farbton.
Die Ohren sind moderat lang, der Tragus ist schmal, spitz und etwa halb so lang wie das Ohr. Ohren, Schnauze und Flughäute sind hellbraun, die Basis der inneren Ohrmuschel und der Tragus in der Regel heller. Der Penis ist im Unterschied zur Kleinen Bartfledermaus nicht gleichförmig schmal, sondern in der Mitte verdickt.

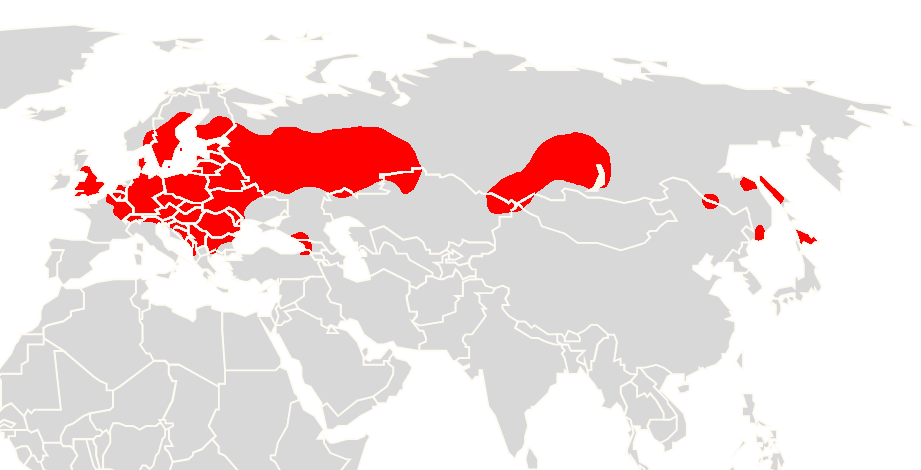
Verbreitungskarte der Großen Bartfledermaus

## Verbreitung
Da die Große Bartfledermaus früher zusammen mit der Kleinen Bartfledermaus als eine Art behandelt wurde, ist die Verbreitung noch nicht genau erforscht. Die Tiere leben auf jeden Fall in England, Deutschland, den Benelux-Staaten, Südskandinavien, Polen, Tschechien, der Slowakei, Ungarn, Rumänien, dem Baltikum, Österreich, der Schweiz, Ostfrankreich und Russland.

## Lebensraum und Lebensweise
Die Große Bartfledermaus ist stark an Wälder und oft an Gewässer gebunden. Sie lebt in Mischwald, Laubwald und manchmal in Nadelwald. In der Nähe menschlicher Siedlungen ist sie seltener als die Kleine Bartfledermaus anzutreffen. Im Sommer schläft sie meist in Baumhöhlen, aber auch in Gebäuden und Nistkästen, im Winter in Höhlen, Tunnelbauwerken, Bergwerken und Kellern. Nördliche Populationen halten einen Winterschlaf.
Große Bartfledermäuse sind dämmerungsaktiv. Im Flug schnell und wendig, jagen sie in niedriger Höhe in der Nähe von Gewässern kleine, nichtaquatische Insekten. Bei Gefahr zirpen sie in hohen Tönen, das Amplitudenmaximum liegt bei 40–50 kHz.

## Ähnliche Art
- Kleine Bartfledermaus (Myotis mystacinus)